# Rössjön (Resele socken, Ångermanland)
Rössjön är en sjö i Sollefteå kommun i Ångermanland och ingår i Ångermanälvens huvudavrinningsområde. Sjön har en area på 0,179 kvadratkilometer och ligger 255,3 meter över havet. Sjön avvattnas av vattendraget Mångmanån.

## Delavrinningsområde
Rössjön ingår i det delavrinningsområde (703410-156685) som SMHI kallar för Utloppet av Rössjön. Medelhöjden är 283 meter över havet och ytan är 2,58 kvadratkilometer. Räknas de 4 avrinningsområdena uppströms in blir den ackumulerade arean 26,91 kvadratkilometer. Mångmanån som avvattnar avrinningsområdet har biflödesordning 2, vilket innebär att vattnet flödar genom totalt 2 vattendrag innan det når havet efter 79 kilometer. Avrinningsområdet består mestadels av skog (92 procent). Avrinningsområdet har 0,18 kvadratkilometer vattenytor vilket ger det en sjöprocent på 6,9 procent.